# Modelo de Riesgo-Necesidad-Responsividad
El modelo riesgo-necesidad-respuesta se utiliza en criminología para desarrollar recomendaciones sobre cómo se debe evaluar a los presos en función del riesgo que presentan, qué programas o servicios requieren y en qué tipo de entornos se les debe ubicar para reducir la reincidencia. Se propuso por primera vez en 1990  con base en la investigación realizada sobre clasificaciones de tratamientos de delincuentes por Lee Sechrest y Ted Palmer, entre otros investigadores, en los años 1960 y 1970.  Fue desarrollado principalmente por los investigadores canadienses James Bonta, Donald A. Andrews y Paul Gendreau.  Se ha considerado el mejor modelo que existe para determinar el tratamiento del infractor, y algunas de las mejores herramientas de evaluación de riesgos utilizadas en los infractores se basan en él. 

## Funcionamiento
Según el principio de riesgo (R), la probabilidad de que un delincuente vuelva a cometer un crimen disminuye si el tratamiento que recibe es proporcional al riesgo de reincidencia del infractor. El principio está compuesto por dos partes: la primera es el nivel de tratamiento y la segunda parte es el riesgo que existe de que el infractor vuelva a reincidir.
El principio de necesidad (N), indica que el enfoque del tratamiento penitenciario debe estar focalizado en las necesidades criminógenas. Las necesidades criminógenas son aquellos factores de riesgo que se encuentran en constante cambio y que están directamente relacionados con el comportamiento criminal. Las necesidades criminógenas son cambiantes, a diferencia de los factores de riesgo estáticos que sólo se pueden modificar en una dirección (aumentando el riesgo) y no responden a la intervención del tratamiento. Los criminales tienen múltiples necesidades que requieren ser atendidas, aunque no todas están relacionadas con su conducta delictiva.

Por último, el principio de responsividad (R). Este se refiere a que las intervenciones cognitivas de aprendizaje social son la manera más eficaz de enseñar nuevos comportamientos, sin importar el tipo de comportamiento. Para que una estrategia cognitiva de aprendizaje social sea efectiva, funcionará basándose en los siguientes dos principios: El primero es el principio de relación, este trata de establecer una relación respetuosa y de trabajo en conjunto con el cliente y el segundo principio es de estructuración que trata sobre la influencia en la dirección hacia el cambio pro-social a través de modelos adecuados y la resolución de problemas.
Bonta, J., & Andrews, D. A. (2006). Riesgo-Necesidad-Responsividad: Modelo de evaluación y rehabilitación de infractores. Diplomado Evaluación Diferenciada con Adolescentes Infractores de Ley (FONDEF D08i-1205), Public Safety Canada y Carleton University. 